# Фат, Фара
Фара Фат (англ. Farah Fath; род. 1 мая 1984, Лексингтон, Кентукки) — американская актриса мыльных опер.

## Биография
Фара Ли Аллен Фат родилась 1 мая 1984 года в Лексингтоне, штат Кентукки, США. Была названа в честь Фарры Фосетт. У неё есть младшая сестра — Виктория. В пять лет Фара начала карьеру фотомодели. В 1995 году была признана «Miss Kentucky Pre-Teen».
В 15 лет она прошла прослушивание на роль Мими Локхарт в сериале «Дни нашей жизни». В 2007 году она переехала в Нью-Йорк для съёмок в сериале «Одна жизнь, чтобы жить». В конце 2011 года после закрытия сериала Фара вернулась в Лос-Анджелес. С 2011 года участвует в американском реалити-шоу «Dirty Soap».
В 2018 году вернулась к роли Мими Локхарт в сериале «Дни нашей жизни».

## Личная жизнь
15 мая 2015 года вышла замуж за профессионального игрока в покер Фила Гальфонда. В декабре 2018 года у них родился сын Спенсер.

## Фильмография
| Год       |    | Русское название                                       | Оригинальное название                            | Роль               |
| --------- | -- | ------------------------------------------------------ | ------------------------------------------------ | ------------------ |
| 1999—2018 | с  | Дни нашей жизни                                        | Days of Our Lives                                | Мими Локхарт       |
| 2003      | с  | Друзья                                                 | Friends                                          | камео              |
| 2004      | с  | Американские мечты                                     | American Dreams                                  | девушка из Плейбой |
| 2007—2012 | с  | Одна жизнь, чтобы жить                                 | One Life to Live                                 | Джи Джи Мораско    |
| 2013      | тф | Нон-стоп                                               | Non-Stop                                         | Эллен              |
| 2015      | тф | Она испекла убийство: Тайна убийства сливового пудинга | Murder, She Baked: A Plum Pudding Murder Mystery | Кортни Миллер      |